# CV Андромеды
CV Андромеды (лат. CV Andromedae) — одиночная переменная звезда в созвездии Андромеды на расстоянии приблизительно 12578 световых лет (около 3857 парсеков) от Солнца. Видимая звёздная величина звезды — от +13,8m до +12,4m.

## Характеристики
CV Андромеды — оранжевый гигант, пульсирующая полуправильная переменная звезда типа SRA (SRA) спектрального класса K. Радиус — около 10,79 солнечных, светимость — около 60,258 солнечных. Эффективная температура — около 4897 K.